# Kerk van Carolinensiel
De Kerk van Carolinensiel (Carolinensieler Kirche; ook Deichkirche of Schifferkirche) is een luthers kerkgebouw in Carolinensiel in de Oost-Friese gemeente Wittmund (Nedersaksen). Het is de enige kerk ter wereld die op een dijk werd gebouwd. Het beschermde monument dateert uit 1776 en is een onderdeel van de museumroute van Carolinensiel.

## Geschiedenis
Toen in 1730 na de inpoldering de eerste bewoners zich vestigden aan de nieuwe dijk, waren zij vooralsnog voor het bijwonen van een kerkdienst aangewezen op Funnix of Werdum. Pas 40 jaar later, in 1770, werd er een vergunning afgegeven voor de bouw van een eigen kerk. De eenvoudige zaalkerk van baksteen met een schilddak werd op 20 oktober 1776 ingewijd en wordt verlicht via vier grote rondboogramen aan beide lengtezijden. De toegang bevindt zich op het westen.

## Toren
De vrijstaande toren werd in 1793 op de westelijke kant van de dijkkerk gebouwd. Vanwege de harde wind is de toren bewust laag gehouden. De spits van de toren wordt door een lutherse zwaantje bekroond. In de toren hangen twee klokken met de tonen fis-a, de kleine klok is nieuw (2001), de grote klok is historisch.

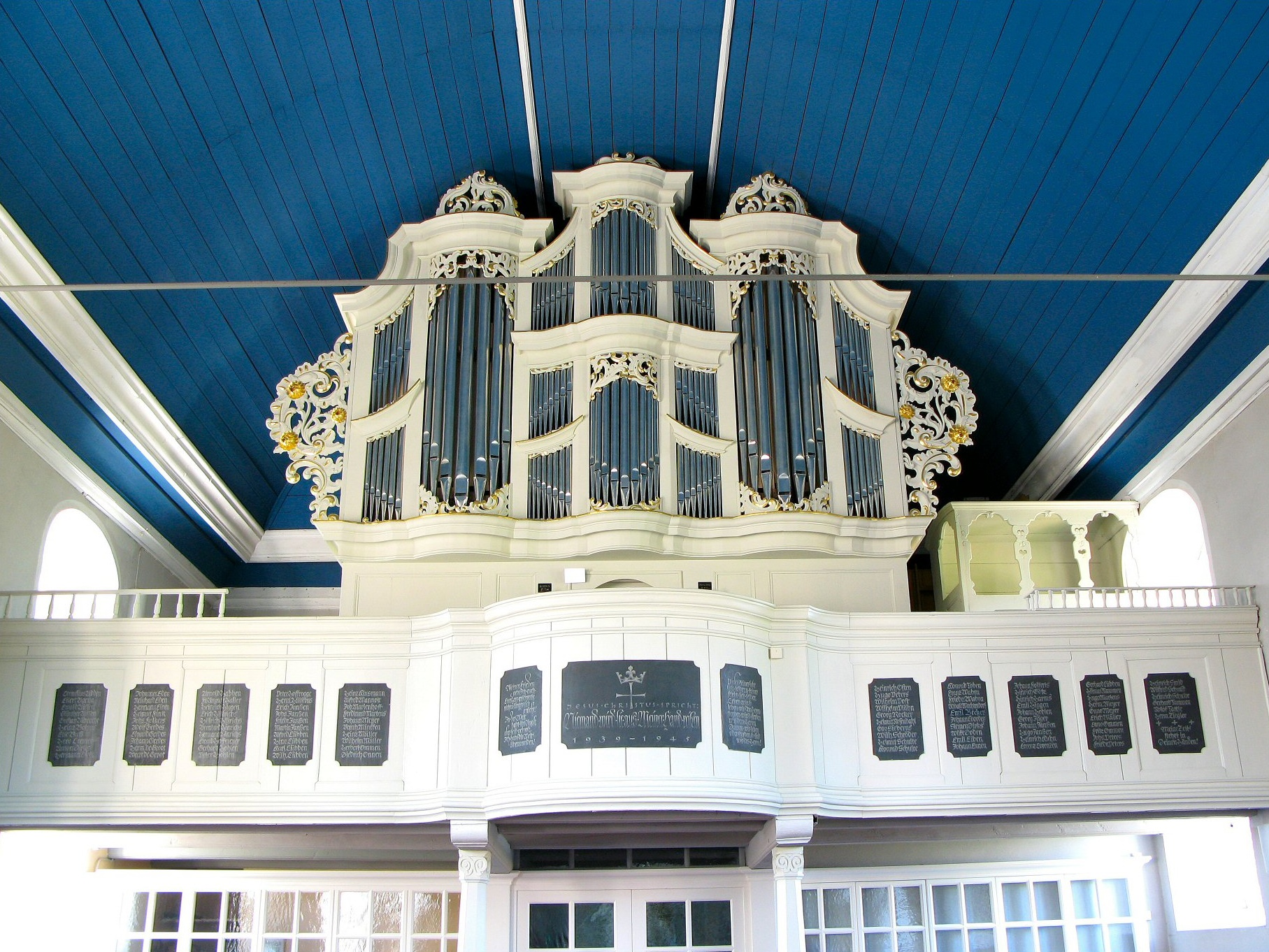
Kerkorgel

## Inventaris
De kerk is binnen eenvoudig en wordt door een blauw geschilderd houten tongewelf afgesloten. Het oorspronkelijke laat-barokke interieur bleef geheel bewaard. Hieronder bevinden zich de altaarkansel met daarboven het klankbord, de communiebanken aan beide kanten, de westelijke orgelgalerij met het orgel, de loge en de rode banken, die kleurrijk contrasteren met het voor de rest witte interieur. Aan weerszijden van het altaar staan biechtstoelachtige open kasten met drie zetels, waar uitverkozen gemeenteleden mochten zitten.
Opvallend zijn de drie scheepsmodellen, die door gelovigen als votiefgaven werden geschonken: links van het altaar de brik Venus uit 1776, rechts daarvan het fregat Alje Mehrings uit 1921 en aan de noordelijke muur de bark Marie Emilie uit 1985.

## Orgel
Hinrich Just Müller uit Wittmund bouwde na de voltooiing van de dijkkerk het orgel, dat samen met de galerij in 1782 werd ingewijd. Net als de altaarkansel is de orgelkas versierd met houtsnijwerk. Het kerkorgel heeft elf registers verdeeld over twee manualen met aangehangen pedaal. Renovaties met actuele aanpassingen vonden plaats in 1897-1898 en 1950. In 1975-1976 werd een gedeeltelijke restauratie uitgevoerd, die door Hermann Hillebrand in 2004-2005 voltooid werd, toen het instrument geheel in de oorspronkelijke toestand werd teruggebracht.
| I Hoofdwerk C–c3 |             |     |      |
| 1.               | Principaal  | 8′  | M, L |
| 2.               | Bourdon     | 16′ | M, L |
| 3.               | Octaaf      | 4′  | L, M |
| 4.               | Quint       | 3′  | M    |
| 5.               | Mixtuur IV  |     | H    |
| 6.               | Trompet B/D | 8′  | L    |

| II Oberwerk C–c3 |              |    |      |
| 7.               | Principaal   | 4′ | M    |
| 8.               | Gedekt       | 8′ | L, M |
| 9.               | Nasat        | 3′ | M, L |
| 10.              | Woudfluit    | 2′ | M    |
| 11.              | Dulciaan B/D | 8′ | L    |

| Pedal C–d1 |             |
|            | aangehangen |

Afkortingen
M = Hinrich Just Müller (1780/1781)
H = Hermann Hillebrand (1976)
L = Heiko Lorenz Orgelbau (2005)